# (188) Menipe
(188) Menipe és un asteroide que forma part del cinturó d'asteroides descobert per Christian Heinrich Friedrich Peters el 18 de juny de 1878 des de l'observatori Litchfield de Clinton, als Estats Units d'Amèrica. Rep el nom per Menipe, una nereida de la mitologia grega.
Orbita a una distància mitjana del Sol de 2,763 ua, i s'allunya fins a 3,254 ua. Amb una excentricitat de 0,1777 i una inclinació orbital d'11,7°, Menippe completa una òrbita al voltant del Sol al cap de 1.678 dies.